# Happiness!!
『happiness!!』（ハピネス）は、2008年10月1日から2015年9月30日までエフエム大阪 (FM OSAKA) で放送されていたラジオ番組である。

## 放送時間
いずれも日本標準時。
- 月曜 - 木曜 11:30 - 12:00（2008年10月1日 - 2009年3月31日）
- 月曜 - 木曜 11:30 - 13:00（2009年4月1日 - 2015年9月30日）

## 出演者

### レギュラーDJ
| 期間      | 期間       | 月曜・火曜 | 水曜・木曜 |
| --------- | ---------- | ---------- | ---------- |
| 2008.10.1 | 2010.9.30  | 大塚由美   | 森裕子     |
| 2010.10.4 | 2012.11.29 | 大塚由美   | 大塚由美   |
| 2012.12.3 | 2015.9.30  | 赤松悠実   | 赤松悠実   |

### 代理DJ
2010年11月中旬には大塚が新婚旅行で番組を1週間空けることになったため、その間はみぃ（15日）、下埜正太と近藤夏子（16日）、遠藤淳とJYONGRI（17日）、遠藤淳とさぁさ（18日）が1日ずつ代理を務めた。

## コーナー
- happiness!! BOX
- happiness!! SPOON
- 快適生活ラジオショッピング